# 切尔梅斯
切尔梅斯（義大利語：Cermes），是意大利波尔扎诺自治省的一个市镇。总面积6平方公里，人口1393人，人口密度232.2人/平方公里（2009年）。ISTAT代码为021020。